# Lijst van gemeenten in het departement Mayenne
Hieronder volgt een lijst van de gemeenten (communes) en voormalige gemeenten in het Franse departement Mayenne (departement 53).

## A
Ahuillé
- Alexain
- Ambrières-les-Vallées
- Ampoigné
- Andouillé
- Argenton-Notre-Dame
- Argentré
- Aron
- Arquenay
- Assé-le-Bérenger
- Astillé
- Athée
- Averton
- Azé

## B
La Baconnière
- Bais
- Ballée
- Ballots
- Bannes
- La Bazoge-Montpinçon
- La Bazouge-de-Chemeré
- La Bazouge-des-Alleux
- Bazougers
- Beaulieu-sur-Oudon
- Beaumont-Pied-de-Bœuf
- Belgeard
- Bierné
- Bierné-les-Villages
- Le Bignon-du-Maine
- la Bigottière
- Blandouet
- Blandouet-Saint Jean
- la Boissière
- Bonchamp-lès-Laval
- Bouchamps-lès-Craon
- Bouère
- Bouessay
- Boulay-les-Ifs
- Le Bourgneuf-la-Forêt
- Bourgon
- Brains-sur-les-Marches
- Brecé
- Brée
- La Brûlatte
- Le Buret

## C
Carelles
- Chailland
- Châlons-du-Maine
- Chammes
- Champéon
- Champfrémont
- Champgenéteux
- Changé
- Chantrigné
- La Chapelle-Anthenaise
- La Chapelle-au-Riboul
- La Chapelle-Craonnaise
- La Chapelle-Rainsouin
- Charchigné
- Château-Gontier
- Château-Gontier-sur-Mayenne
- Châtelain
- Châtillon-sur-Colmont
- Châtres-la-Forêt
- Chemazé
- Chémeré-le-Roi
- Chérancé
- Chevaigné-du-Maine
- Colombiers-du-Plessis
- Commer
- Congrier
- Contest
- Cosmes
- Cossé-en-Champagne
- Cossé-le-Vivien
- Coudray
- Couesmes-Vaucé
- Couptrain
- Courbeveille
- Courcité
- Craon
- Crennes-sur-Fraubée
- La Croixille
- La Cropte
- Cuillé

## D
Daon
- Denazé
- Désertines
- Deux-Évailles
- La Dorée

## E
Entrammes
- Épineux-le-Seguin
- Ernée
- Évron

## F
Fontaine-Couverte
- Forcé
- Fougerolles-du-Plessis
- Fromentières

## G
Gastines
- Le Genest-Saint-Isle
- Gennes-sur-Glaize
- Gesnes
- Gesvres
- Gorron
- La Gravelle
- Grazay
- Grez-en-Bouère

## H
La Haie-Traversaine
- Le Ham
- Hambers
- Hardanges
- Hercé
- Le Horps
- Houssay
- Le Housseau-Brétignolles
- L'Huisserie

## I
Izé

## J
Javron-les-Chapelles
- Jublains
- Juvigné

## L
Laigné
- Landivy
- Larchamp
- Lassay-les-Châteaux
- Laubrières
- Launay-Villiers
- Laval
- Lesbois
- Levaré
- Lignières-Orgères
- Livet
- Livré-la-Touche
- Loigné-sur-Mayenne
- Loiron
- Loiron-Ruillé
- Longuefuye
- Loupfougères
- Louverné
- Louvigné

## M
Madré
- Maisoncelles-du-Maine
- Marcillé-la-Ville
- Marigné-Peuton
- Martigné-sur-Mayenne
- Mayenne
- Mée
- Ménil
- Méral
- Meslay-du-Maine
- Mézangers
- Montaudin
- Montenay
- Montflours
- Montigné-le-Brillant
- Montjean
- Montourtier
- Montreuil-Poulay
- Montsûrs
- Moulay

## N
Neau
- Neuilly-le-Vendin
- Niafles
- Nuillé-sur-Vicoin

## O
Olivet
- Oisseau
- Origné

## P
La Pallu
- Parigné-sur-Braye
- Parné-sur-Roc
- Le Pas
- La Pellerine
- Peuton
- Placé
- Pommerieux
- Pontmain
- Port-Brillet
- Préaux
- Pré-en-Pail
- Pré-en-Pail-Saint-Samson
- Prée-d'Anjou

## Q
Quelaines-Saint-Gault

## R
Ravigny
- Renazé
- Rennes-en-Grenouilles
- Le Ribay
- La Roche-Neuville
- La Roë
- La Rouaudière
- Ruillé-Froid-Fonds
- Ruillé-le-Gravelais

## S
Sacé
- Saint-Aignan-de-Couptrain
- Saint-Aignan-sur-Roë
- Saint-Aubin-du-Désert
- Saint-Aubin-Fosse-Louvain
- Saint-Baudelle
- Saint-Berthevin
- Saint-Berthevin-la-Tannière
- Saint-Brice
- Saint-Calais-du-Désert
- Saint-Céneré
- Saint-Charles-la-Forêt
- Saint-Christophe-du-Luat
- Saint-Cyr-en-Pail
- Saint-Cyr-le-Gravelais
- Saint-Denis-d'Anjou
- Saint-Denis-de-Gastines
- Saint-Denis-du-Maine
- Saint-Ellier-du-Maine
- Saint-Erblon
- Saint-Fort
- Saint-Fraimbault-de-Prières
- Sainte-Gemmes-le-Robert
- Saint-Georges-Buttavent
- Saint-Georges-le-Fléchard
- Saint-Georges-sur-Erve
- Saint-Germain-d'Anxure
- Saint-Germain-de-Coulamer
- Saint-Germain-le-Fouilloux
- Saint-Germain-le-Guillaume
- Saint-Hilaire-du-Maine
- Saint-Jean-sur-Erve
- Saint-Jean-sur-Mayenne
- Saint-Julien-du-Terroux
- Saint-Laurent-des-Mortiers
- Saint-Léger
- Saint-Loup-du-Dorat
- Saint-Loup-du-Gast
- Sainte-Marie-du-Bois
- Saint-Mars-du-Désert
- Saint-Mars-sur-Colmont
- Saint-Mars-sur-la-Futaie
- Saint-Martin-de-Connée
- Saint-Martin-du-Limet
- Saint-Michel-de-Feins
- Saint-Michel-de-la-Roë
- Saint-Ouën-des-Toits
- Saint-Ouën-des-Vallons
- Saint-Pierre-des-Landes
- Saint-Pierre-des-Nids
- Saint-Pierre-la-Cour
- Saint-Pierre-sur-Erve
- Saint-Pierre-sur-Orthe
- Saint-Poix
- Saint-Quentin-les-Anges
- Saint-Samson
- Saint-Saturnin-du-Limet
- Saint-Sulpice
- Sainte-Suzanne
- Sainte-Suzanne-et-Chammes
- Saint-Thomas-de-Courceriers
- Saulges
- La Selle-Craonnaise
- Senonnes
- Simplé
- Soucé
- Soulgé-sur-Ouette

## T
Thubœuf
- Thorigné-en-Charnie
- Torcé-Viviers-en-Charnie
- Trans

## V
Vaiges
- Vautorte
- Vieuvy
- Villaines-la-Juhel
- Villepail
- Villiers-Charlemagne
- Vimarcé
- Vimartin-sur-Orthe
- Voutré